# Хесус Фернандез
Хесус Фернандез Кољадо (шп. Jesús Fernández Collado; Мадрид, 11. јун 1988) је шпански фудбалер, који тренутно игра за Леванте.